# Facultad de Derecho y Ciencias Políticas (Universidad de Antioquia)
La Facultad de Derecho y Ciencias Políticas de la Universidad de Antioquia, se encuentra ubicada en la ciudad de Medellín, Colombia, es una unidad académica fundada en 1827, que desarrolla el servicio público de la educación superior en el campo jurídico y de la política, con criterios de excelencia académica y responsabilidad social.
La Facultad se encuentra en la Ciudad Universitaria y en el bloque 14 concentra la mayor parte de sus actividades.
La Facultad desarrolla programas de pregrado y posgrado en el campo jurídico y de la ciencia política, con alta calidad académica y pertinencia social, basados en la elaboración del conocimiento sobre la base del juicio y la crítica; con capacidad de producir efectos en la comprensión de los problemas regionales y nacionales, y de aportar soluciones a los mismos. Estas actividades las desarrollará mediante las actividades de investigación, docencia y extensión.

## Historia
La Facultad de Derecho y Ciencias Políticas goza de ser la dependencia académica más antigua de la Universidad. El 12 de diciembre de 1827, el presidente Simón Bolívar firmó el decreto en el que "otorga al Colegio de Antioquia en Medellín, el estudio de la jurisprudencia en todos sus áreas". 
Al año siguiente, el mismo Simón Bolívar abolió la enseñanza del derecho por verlo peligroso, en contra a la religión, a la moral y a la tranquilidad de los pueblos. En 1832 se restauró la cátedra de jurisprudencia, en la presidencia de José María Obando.
Cuando el general Francisco de Paula Santander instaura las bases para la enseñanza de la jurisprudencia en la Universidad de Antioquia, también de la creación de "Una conciencia civilista y respetuosa de la ley", se tenía la intención de "formar a los futuros gobernantes de este país, recién liberados de la opresión Española".

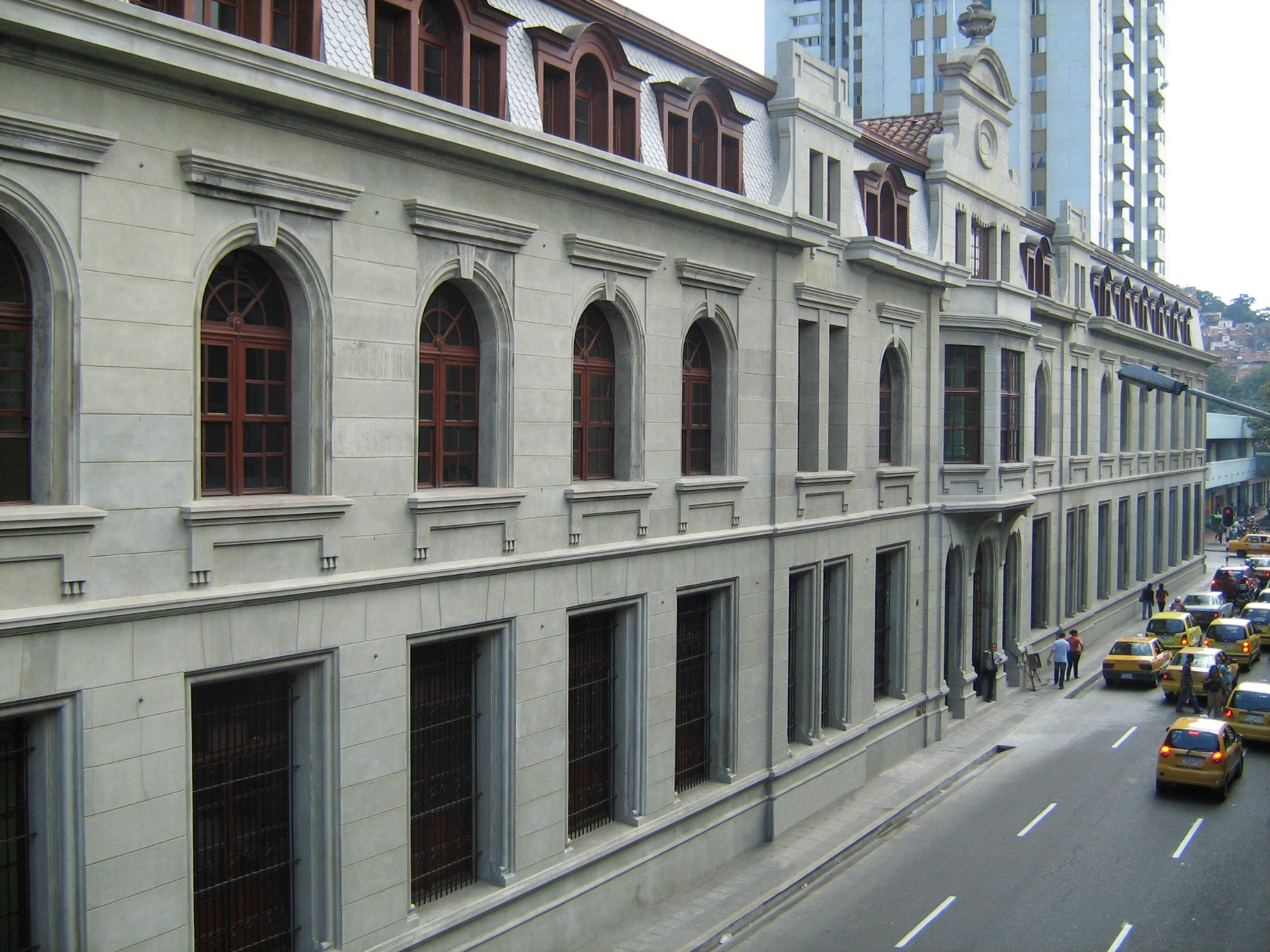
Antigua sede de la Facultad.

En 1853 se gradúa el primer profesional en Derecho del Colegio Provincial de Medellín, hoy Universidad de Antioquia. Es bueno señalar que hasta 1850 la Institución se encontraba imposibilitada para otorgar títulos. Curiosamente el primer abogado del alma mater, Marceliano Vélez realizó sus estudios en Santa Marta, en Medellín solo presentó los exámenes finales. La escuela de jurisprudencia tuvo a sus segundos graduados el 4 de noviembre de 1869, entre los que sobresalen: Fernando Vélez, Pedro Velásquez y Aquilino Álvarez. Con el siglo XX, la universidad y especialmente, la Facultad de Derecho y Ciencias Políticas, interviene en la génesis de tres de las universidades más importantes de Medellín: La Universidad Pontificia Bolivariana en 1936, la Universidad de Medellín en 1950 y la Universidad Autónoma Latinoamericana en 1966. También a finales del siglo XX y comienzos del XXI, egresados y profesores de esta alma mater participaron de la creación de la Escuela de Derecho de la Universidad Eafit, en el año 1998; no en vano, los dos primeros Decanos de esa nueva facultad y una buena parte de sus profesores pasaron por las aulas de la Universidad.
En 1947 Bertha Zapata Casas se convierte en la primera mujer graduada de la Facultad y tuvo una carrera brillante que la llevó a ser Presidenta del Tribunal Superior de Medellín. 
Los años sesenta y setenta fueron época de movimiento revolucionario, de agitadas discusiones. Ellos marcan una intervención más activa de las mujeres y un vuelco en el pensamiento del Derecho, que influyó en un cambio de pénsum, más orientado a la responsabilidad social.
1968 es para la Facultad la semestralización, al mismo tiempo pierden importancia las clases magistrales por las clases activas, se da la ventaja de la práctica forense teórica, originando el Consultorio Jurídico.

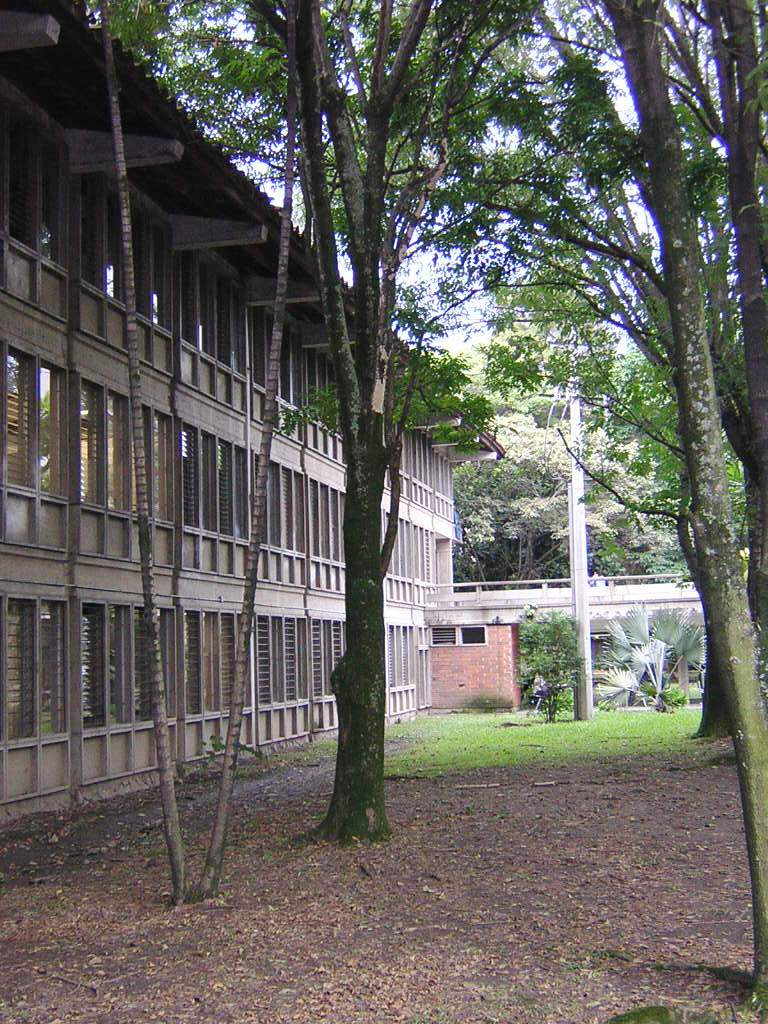
Bloque 14, sede de la Facultad.

En las décadas del 60 y 70 la Universidad de Antioquia y especialmente la Facultad de Derecho y Ciencias políticas, fueron protagonistas de las jornadas estudiantiles y de la consolidación de movimientos de izquierda. En la década del 80 (87 y 88) varios de sus alumnos y docentes fueron víctimas del terrorismo y de los asesinatos sistemáticos. 
Desde la constitución de 1991 se reflexionó sobre los conceptos fundamentales en el desarrollo de la profesión. Hoy en día, conservando el principio Santanderista de "preparar hombres con una conciencia civilista y respetuosa de la ley", se busca formar estudiantes que sean expertos en solucionar problemas de la humanidad, abogados que además de ser hombres de leyes, sean hombres de paz. La Facultad, se unió con el Instituto de Estudios Políticos con el fin de crear el pregrado en Ciencia Política, que recibió en el año 2004 su primer grupo.
Además, la Facultad con el objetivo de fortalecer la presencia en las distintas regiones del Departamento, tomó el camino de brindar el pregrado de derecho en las sedes regionales de la Universidad de Antioquia. Ya para el segundo semestre del año 2004 acogió a sus primeros alumnos en las Sedes de Bajo Cauca y Oriente. 
La Facultad de Derecho y Ciencias Políticas ha transitado por varias sedes: de la plazuela José Félix de Restrepo, hoy Plazuela de San Ignacio (donde está aún el Paraninfo de la Universidad), pasó en 1930 a funcionar en el Edificio de la Escuela de Derecho, distante una calle hacia el oriente de la ciudad, en un edificio que fue restaurado en 2008 y puesto nuevamente en servicio, fundamentalmente en actividades del Departamento de prácticas "Consultorio Jurídico Guillermo Peña Álzate", Centro de conciliación "Luis Fernando Vélez Vélez", actividades de extensión académica y de posgrados de la Facultad, edificio conocido hoy en día como "Antigua Escuela de Derecho". Luego en 1969, la Facultad saltó a la recién construida Ciudad Universitaria. Hoy en día, desde las aulas del bloque 14, mira hacia el futuro de una forma optimista, teniendo como cimiento las experiencias logradas a lo largo de 188 años de formar profesionales en el derecho.

## Gobierno
La Facultad está administrada por un decano, quien representa al rector en la Facultad y es designado por el Consejo Superior Universitario para períodos de tres años. Existe un Consejo decisorio en lo académico y asesor en los demás asuntos. Está integrado así: el Decano, quien preside, El Vicedecano, quien actúa como Secretario con voz y sin voto, el Jefe del Centro de Investigaciones, Jefe del Departamento de Formación Universitaria, Jefe del Departamento de Prácticas, un egresado graduado designado por los egresados y que no esté vinculado laboralmente con la Universidad para un período de dos años, un profesor elegido por los profesores de la Facultad en votación universal, directa y secreta para un período de un año y un estudiante elegido por los estudiantes de la misma en votación universal, directa y secreta para un período de un año. Son Invitados permanentes del Consejo de Facultad del Coordinador del Pregrado de Ciencia Políticas y el Coordinador del Pregrado de Derecho en las Regiones.

## Decanos
- Julio Arias Roldán
- Elías Abad Mesa
- Ricardo Uribe Escobar
- Víctor Cock
- Miguel Moreno Jaramillo (1928)
- Pedro Pablo Betancourt
- Julio E. Botero Mejía
- David Córdoba Medina
- Joaquín Londoño Ortiz
- José Manuel Mora Vásquez
- Lázaro Tobón
- Julián Uribe Cadavid
- Alfonso Uribe Misas
- Luis Fernando Vélez Vélez
- Mario Aramburo Restrepo (1952-1953)
- Eudoro González Gómez (1953-1954)
- Rafael Restrepo Maya (1954)
- Pedro Escobar Trujillo
- Lucrecio Jaramillo Vélez (1965)
- Julián Uribe Cadavid (segunda decanatura: 1965-1967)
- Carlos Gaviria Díaz (1967-1969)
- Luis Gabriel Botero Peláez (1969-1970)
- Horacio Montoya Gil (interino)
- Fernando Meza
- Alberto Ceballos Velásquez
- Julio González Zapata (1992-1995)
- (1995-1998)
- Juan Carlos Amaya Castrillón (1998-2002)
- Marta Nubia Velásquez Rico (2002-2008)
- Hernán Darío Vergara Mesa(2009-2011)
- Clemencia Uribe Restrepo (2011-2017)
- Luquegi Gil Neira[1] (2017-2023)
- Ana Victoria Vásquez Cárdenas (2023- )

## Programas
Pregrado
- Derecho
- Ciencia Política
- Derecho en las Regiones

Posgrado
- Maestría en Derecho
- Especialización en Derecho Constitucional.
- Especialización en Derecho de la Seguridad Social.
- Especialización en Derecho Administrativo.
- Especialización en Derecho Privado.
- Especialización en Derecho Procesal.
- Especialización en Argumentación Jurídica y Teoría del Derecho.

## Personas destacadas
En sus más de 200 años de historia, la Universidad ha visto transitar entre sus instalaciones a una gran variedad de personajes unos como profesores, otros como estudiantes y otros más como egresados, los cuales se han destacado tanto en el ámbito local, regional como nacional
Comenzando por Marceliano Vélez (primer egresado), gobernador del Estado de Antioquia por cinco veces y candidato a la presidencia por el partido conservador y Bertha Zapata Casas, primera mujer egresada y primera mujer del país en ser designada como magistrada.
Otros egresados, que se destacan: el ilustre civilista Fernando Vélez (segundo egresado, autor de Estudios de derecho civil, que sigue siendo considerado el tratado de derecho civil escrito en Colombia más importante de todos los tiempos); su discípulo Antonio José Uribe, quien fuera ministro de relaciones exteriores, varias veces senador y autor de importantes obras en varias disciplinas jurídicas que lo catalogan como uno de los grandes juristas americanos de todos los tiempos; el exministro y hacendista Esteban Jaramillo; el General Rafael Uribe Uribe; el escritor, humanista y periodista (fundador de un importante diario) Francisco de Paula Pérez; el escritor costumbrista Tomás Carrasquilla; el líder conservador Gilberto Alzate Avendaño; el intelectual de izquierda y candidato a la presidencia Gerardo Molina; Fernando Isaza Restrepo; el expresidente de la república Carlos E. Restrepo; el gran gobernador de Antioquia Pedro Justo Berrío; el romanista Lucrecio Jaramillo Vélez; Antonio J. Pardo, el líder chocoano Diego Luis Córdoba (aunque se graduó de la Universidad Nacional); Francisco Rodríguez Moya. También debe mencionarse a Horacio Montoya Gil (magistrado sacrificado en el holocausto del Palacio de Justicia en 1985); al miembro de la llamada "Corte de Oro" de 1936 Miguel Moreno Jaramillo; a Octavio Arizmendi Posada, quien fuera diplomático, gobernador del Departamento y fundador y primer rector de la Universidad de la Sabana; al exmagistrado de la Corte Suprema de Justicia Jairo Duque Pérez; al jurista Jesús María Yepes; al exdecano y exrector José Manuel Mora Vásquez; y al decano de la Facultad, gobernador de Antioquia, embajador en Alemania, y procurador general de la Nación, Mario Aramburo Restrepo (que también se graduó de la Universidad Nacional tras ser expulsado en 1928 por el decano Miguel Moreno Jaramillo); a Diego Tobón Arbeláez, presidente del Banco Comercial Antioqueño, hoy Banco Santander, cofundador de la ANDI, cofundador de la Universidad Eafit y del Servicio Nacional de Aprendizaje, SENA.
Entre los egresados más recientes se destacan el expresidente de la República Álvaro Uribe Vélez; el expresidente de la Corte Constitucional Carlos Gaviria Díaz; el senador Rubén Darío Quintero; el exministro de Comercio Jorge Humberto Botero; el representante a la Cámara Carlos Arturo Piedrahíta Cárdenas; el concejal de Medellín John Fredy Toro, así como Carlos Betancur Jaramillo (exconsejero de Estado), la líder política Rosita Turizo; Francisco Luis Jiménez (padre del cooperativismo colombiano, fallecido en 2008), los Magistrados del Consejo Superior de la Judicatura Lucía Arbeláez de Tobón y Rubén Darío Henao Orozco; el presidente del Consejo de Estado Enrique Gil Botero, los exrectores de la Universidad de Antioquia Luis Eduardo Mesa Velásquez, Bernardo Trujillo Calle (también exalcalde de Medellín y exparlamentario y fundador de la Universidad Autónoma Latinoamericana), Óscar Madrid, Ricardo Uribe Escobar y Guillermo León Calderón; el expresidente de la Corte Suprema de Justicia y tratadista José Fernando Ramírez Gómez; el expresidente del Consejo de Estado, Ricardo Hoyos Duque; el exmagistrado de la Corte Suprema de Justicia y exembajador en Chile Jesús Vallejo Mejía; el exgerente general de la Federación Nacional de Cafeteros, Jorge Cárdenas Gutiérrez; el ex Decano de la Facultad de Derecho de la Universidad de la Sabana, Luis Gonzalo Velásquez Posada. Mención especial también merecen Diego José Tobón Echeverrí (embajador en Rusia), Guillermo León Calderón, la exgobernadora Helena Herrán de Montoya, el exministro, profesor y exmagistrado Hernán Toro Agudelo; el profesor y exministro Hernando Agudelo Villa; Iván Correa Arango, el político (varias veces congresista, embajador y ministro) Fabio Valencia Cossio; el tratadista Javier Henao Hidrón; Luis Carlos Arango, el exmagistrado de la Corte Suprema Nicolás Bechara Simancas; Samuel Barrientos Restrepo, la única mujer que ha sido alcaldesa de Medellín Sofía Medina de López (madre del tratadista Diego López Medina); el exMinistro, ex Registrador Nacional y exgobernador de Antioquia Iván Duque Escobar y los reconocidos tratadistas de derecho penal Nódier Agudelo Betancur y Fernando Velásquez Velásquez. Mención especial merecen Luis Fernando Vélez Vélez, ilustre exdecano de la Facultad y destacado defensor de los derechos humanos, asesinado en 1987, y Jesús María Valle Jaramillo, también defensor de los derechos humanos asesinado en 1998.

## Publicaciones
La Facultad cuenta con dos publicaciones, cuyos orígenes corresponden a dos momentos históricos diferenciados.  En primer lugar, la revista Estudios de Derecho, el clásico órgano de difusión del pensamiento jurídico de la Facultad, fundada en 1912, y la revista electrónica Diálogos de Derecho y Política fundada en 2009. Asimismo, cuenta con el boletín Al Derecho en el que se informa mensualmente de la actividad cotidiana de la Facultad, y dos programas radiales en la Emisora Cultural de la Universidad de Antioquia: Radio Consultorio y Zoom al mundo.
Desde 1978 y hasta el año 2000 (números 1 a 63), publicó en asocio con la Editorial Temis la revista Nuevo Foro Penal, fundada por Nódier Agudelo  y Fernando Velásquez Velásquez, dedicada a estudios de derecho penal.  El título y la publicación fueron cedidos a la Universidad Eafit, donde se ha seguido publicando la revista.

### Revista Estudios de Derecho
La revista Estudios de Derecho es la decana de las revistas jurídicas del país.  Ha acompañado el acontecer intelectual de la Facultad desde 1912, cuando fue fundada por el profesor Fernando Vélez, egresado de 1866, y el entonces estudiante Francisco de Paula Pérez, quien se graduaría de abogado en 1915, tras haber fundado en el mismo año de 1912 el periódico El Colombiano.
Estudios de Derecho fue editada conjuntamente por estudiantes y profesores hasta 1936, cuando con el caos y perturbación de la vida universitaria que representó la escisión de la Universidad Bolivariana se suspendió su publicación hasta 1939, cuando se reanudó a instancias del rector, Ricardo Uribe Escobar, y del decano de la Facultad, Lázaro Tobón. El profesor Benigno Mantilla Pineda asumió la dirección en 1959, a solicitud del decano Julio Arias Roldán y del asesor de decanatura Luis Eduardo Mesa Velásquez. Bajo su administración se editó, en septiembre de 1959, la edición número 56. Desde entonces la revista ha aparecido periódicamente y hoy bajo la dirección del profesor Raúl Humberto Ochoa Carvajal, quien asumió su dirección en el año 2003, continua desarrollando los objetivos trazados en 1939: “Hacerla instrumento de expresión de profesores y estudiantes de las ciencias jurídicas y afines, medio de canje con publicaciones similares del país, de América y del mundo para enriquecer la biblioteca jurídica y para mantener al día la información jurídica y los conocimientos profesionales”.

### Diálogos de Derecho y Política
Diálogos de Derecho y Política es una revista electrónica, fundada en agosto de 2009. Tiene una tirada publicación cuatrimestral y se propone la difusión de reflexiones académicas y trabajos de investigación alrededor del Derecho y la Política.  Ha sido descrita por el decano Hernán Darío Vergara como "un espacio abierto que se propone contribuir al debate alrededor de los asuntos propios del derecho y la política, mediante la publicación de artículos producto de la reflexión y la investigación en ambas disciplinas, en donde, profesores, investigadores, estudiantes y, en general, todos aquellos interesados en el estudio y análisis de estos temas habrán de encontrar un espacio para el debate y la difusión de estas reflexiones". Actualmente se encuentra dirigida por el abogado Carlos Alberto Mejía Walker, y sus comités Editorial y Científico lo integran importantes académicos nacionales e internacionales.